# CONCACAF Women's Gold Cup 2002
La CONCACAF Women's Gold Cup 2002 è stata la sesta edizione del massimo campionato nordamericano di calcio femminile. Il torneo, che nella sua fase finale ha visto confrontarsi otto nazionali, si è disputato in Canada e negli Stati Uniti d'America tra il 27 ottobre e il 9 novembre 2002.
Il torneo ha funzionato anche da qualificazione al campionato mondiale di Stati Uniti 2003, i quali hanno ottenuto il diritto di ospitare la rassegna iridata in quanto la Cina rinunciò all'organizzazione a causa dell'Epidemia di SARS del 2002-2004. La vincitrice e la seconda classificata si sono qualificate direttamente, mentre la terza classificata ha disputato lo spareggio CONCACAF-AFC.
Il torneo fu vinto dagli Stati Uniti per la quinta volta sconfiggendo in finale il Canada per 2-1 ai tempi supplementari grazie ad un golden goal siglato da Mia Hamm.

## Stadi

### Stati Uniti
| Titan Stadium    | Rose Bowl                  |                            |                            |
| Capacità: 10 000 | Capacità: 90 888           |                            |                            |
|                  |                            |                            |                            |
| Seattle          | Fullerton Pasadena Seattle | Fullerton Pasadena Seattle | Fullerton Pasadena Seattle |
| Safeco Field     | Fullerton Pasadena Seattle | Fullerton Pasadena Seattle | Fullerton Pasadena Seattle |
| Capacità: 30 144 | Fullerton Pasadena Seattle | Fullerton Pasadena Seattle | Fullerton Pasadena Seattle |
|                  | Fullerton Pasadena Seattle | Fullerton Pasadena Seattle | Fullerton Pasadena Seattle |

### Canada
| Victoria | Victoria           |
| -------- | ------------------ |
| Victoria | Centennial Stadium |
| Victoria | Capacità: 5 000    |
| Victoria |                    |

## Qualificazioni
Al torneo sono ammesse direttamente senza passare attraverso le qualificazioni gli Stati Uniti e il Canada come paesi ospitanti e il Messico.

## Squadre partecipanti
| Pr. | Squadra           | Ente  | Partecipante in quanto                                  | Ultima presenza  |
| --- | ----------------- | ----- | ------------------------------------------------------- | ---------------- |
| 1   | Canada            | NAFU  | Paese ospitante                                         | Stati Uniti 2000 |
| 2   | Stati Uniti       | NAFU  | Paese ospitante                                         | Stati Uniti 2000 |
| 3   | Messico           | NAFU  | Qualificazione automatica                               | Stati Uniti 2000 |
| 4   | Costa Rica        | UNCAF | Prima classificata nel girone di qualificazione UNCAF   | Stati Uniti 2000 |
| 5   | Panama            | UNCAF | Seconda classificata nel girone di qualificazione UNCAF | Esordiente       |
| 6   | Trinidad e Tobago | CFU   | Prima classificata nel round finale CFU                 | Stati Uniti 2000 |
| 7   | Giamaica          | CFU   | Seconda classificata nel round finale CFU               | Canada 1994      |
| 8   | Haiti             | CFU   | Terza classificata nel round finale CFU                 | Canada 1998      |

## Fase a gruppi

### Gruppo A

#### Classifica
| Pos. | Squadra           | Pt | G | V | N | P | GF | GS | DR  |
| ---- | ----------------- | -- | - | - | - | - | -- | -- | --- |
| 1.   | Stati Uniti       | 9  | 3 | 3 | 0 | 0 | 15 | 0  | +15 |
| 2.   | Messico           | 6  | 3 | 2 | 0 | 1 | 7  | 4  | +3  |
| 3.   | Panama            | 3  | 3 | 1 | 0 | 2 | 5  | 16 | -11 |
| 4.   | Trinidad e Tobago | 0  | 3 | 0 | 0 | 3 | 2  | 9  | -7  |

#### Risultati
| Pasadena 27 ottobre 2002                                                                           | Trinidad e Tobago | 2 – 4                            | Panama | Rose Bowl |
| \| \| \| \| \| Attin-Johnson 42’ St. Louis 66’ \| Marcatori \| 30’ Bedoya 35’, 61’, 64’ De Mera \| |                   |                                  |        |           |
| |                   |                                  |        |           |
| Attin-Johnson 42’ St. Louis 66’                                                                    | Marcatori         | 30’ Bedoya 35’, 61’, 64’ De Mera |        |           |

| Pasadena 27 ottobre 2002                                               | Stati Uniti | 3 – 0 | Messico | Rose Bowl |
| \| \| \| \| \| Wagner 5’ Parlow 42’ MacMillan 90+3’ \| Marcatori \| \| |             |       |         |           |
|                                                                        |             |       |         |           |
| Wagner 5’ Parlow 42’ MacMillan 90+3’                                   | Marcatori   |       |         |           |

| Fullerton 29 ottobre 2002                                              | Stati Uniti | 3 – 0 | Trinidad e Tobago | Titan Stadium |
| \| \| \| \| \| Parlow 19’ Chastain 54’ Milbrett 63’ \| Marcatori \| \| |             |       |                   |               |
|                                                                        |             |       |                   |               |
| Parlow 19’ Chastain 54’ Milbrett 63’                                   | Marcatori   |       |                   |               |

| Fullerton 29 ottobre 2002                                                                                     | Messico   | 5 – 1          | Panama | Titan Stadium |
| \| \| \| \| \| González 4’, 22’ (rig.) Sandoval 37’ Leyva 65’ Domínguez 78’ \| Marcatori \| 26’ Valderrama \| |           |                |        |               |
| |           |                |        |               |
| González 4’, 22’ (rig.) Sandoval 37’ Leyva 65’ Domínguez 78’                                                  | Marcatori | 26’ Valderrama |        |               |

| Seattle 2 novembre 2002                           | Messico   | 2 – 0 | Trinidad e Tobago | Safeco Field |
| \| \| \| \| \| Gerardo 3’, 60’ \| Marcatori \| \| |           |       |                   |              |
|                                                   |           |       |                   |              |
| Gerardo 3’, 60’                                   | Marcatori |       |                   |              |

| Seattle 2 novembre 2002                                                                                    | Stati Uniti | 9 – 0 | Panama | Safeco Field |
| \| \| \| \| \| Milbrett 3’, 5’, 9’, 23’, 34’ MacMillan 11’, 14’ Roberts 40’ Wambach 86’ \| Marcatori \| \| |             |       |        |              |
| |             |       |        |              |
| Milbrett 3’, 5’, 9’, 23’, 34’ MacMillan 11’, 14’ Roberts 40’ Wambach 86’                                   | Marcatori   |       |        |              |

### Gruppo B

#### Classifica
| Pos. | Squadra    | Pt | G | V | N | P | GF | GS | DR  |
| ---- | ---------- | -- | - | - | - | - | -- | -- | --- |
| 1.   | Canada     | 9  | 3 | 3 | 0 | 0 | 23 | 1  | +22 |
| 2.   | Costa Rica | 6  | 3 | 2 | 0 | 1 | 7  | 3  | +4  |
| 3.   | Haiti      | 3  | 3 | 1 | 0 | 2 | 3  | 17 | -14 |
| 4.   | Giamaica   | 0  | 3 | 0 | 0 | 3 | 1  | 13 | -12 |

#### Risultati
| Victoria 30 ottobre 2002                          | Giamaica  | 0 – 2           | Costa Rica | Centennial Stadium |
| \| \| \| \| \| \| Marcatori \| 43’, 69’ Chavez \| |           |                 |            |                    |
|                                                   |           |                 |            |                    |
|                                                   | Marcatori | 43’, 69’ Chavez |            |                    |

| Victoria 30 ottobre 2002 | Canada    | 11 – 1        | Haiti | Centennial Stadium |
| \| \| \| \| \| Hooper 6’, 26’, 32’ Burtini 11’, 84’ C. Sinclair 16’, 43’, 71’, 86’ Chapman 30’ Fenelon 79’ (aut.) \| Marcatori \| 14’ Marseille \| |           |               |       |                    |
| |           |               |       |                    |
| Hooper 6’, 26’, 32’ Burtini 11’, 84’ C. Sinclair 16’, 43’, 71’, 86’ Chapman 30’ Fenelon 79’ (aut.)                                                 | Marcatori | 14’ Marseille |       |                    |

| Victoria 1º novembre 2002                                                   | Haiti     | 0 – 5                                     | Costa Rica | Centennial Stadium |
| \| \| \| \| \| \| Marcatori \| 53’, 68’ Cruz 62’, 87’ Chavez 90’ Briceño \| |           |                                           |            |                    |
|                                                                             |           |                                           |            |                    |
|                                                                             | Marcatori | 53’, 68’ Cruz 62’, 87’ Chavez 90’ Briceño |            |                    |

| Victoria 1º novembre 2002                                                                                      | Canada    | 9 – 0 | Giamaica | Centennial Stadium |
| \| \| \| \| \| C. Sinclair 13’, 78’ Hooper 20’ Walsh 42’ Lang 45’, 63’, 84’, 90’ Hermus 55’ \| Marcatori \| \| |           |       |          |                    |
| |           |       |          |                    |
| C. Sinclair 13’, 78’ Hooper 20’ Walsh 42’ Lang 45’, 63’, 84’, 90’ Hermus 55’                                   | Marcatori |       |          |                    |

| Victoria 3 novembre 2002                                          | Giamaica  | 1 – 2           | Haiti | Centennial Stadium |
| \| \| \| \| \| G. Sinclair 59’ \| Marcatori \| 13’, 56’ Gilles \| |           |                 |       |                    |
|                                                                   |           |                 |       |                    |
| G. Sinclair 59’                                                   | Marcatori | 13’, 56’ Gilles |       |                    |

| Victoria 3 novembre 2002                                          | Canada    | 3 – 0 | Costa Rica | Centennial Stadium |
| \| \| \| \| \| Hooper 28’, 42’ C. Sinclair 47’ \| Marcatori \| \| |           |       |            |                    |
|                                                                   |           |       |            |                    |
| Hooper 28’, 42’ C. Sinclair 47’                                   | Marcatori |       |            |                    |

## Fase a eliminazione diretta

### Tabellone
|  | Semifinali | Semifinali  | Semifinali |        |                  | Finale           | Finale          | Finale          |  |
|  |            |             |            |        |                  |                  |                 |                 |  |
|  | 1A.        | Stati Uniti | 7          |        |                  |                  |                 |                 |  |
|  | 1A.        | Stati Uniti | 7          |        |                  |                  |                 |                 |  |
|  | 2B.        | Costa Rica  | 0          |        |                  |                  |                 |                 |  |
|  | 2B.        | Costa Rica  | 0          |        | Stati Uniti (gg) | Stati Uniti (gg) | 2               |                 |  |
|  |            |             |            |        | Stati Uniti (gg) | Stati Uniti (gg) | 2               |                 |  |
|  |            |             | Canada     | Canada | 1                |                  |                 |                 |  |
|  | 1B.        | Canada      | Canada     | Canada | 1                | 2                |                 |                 |  |
|  | 1B.        | Canada      |            |        |                  | 2                |                 |                 |  |
|  | 2A.        | Messico     | 0          |        |                  | Finale 3º posto  | Finale 3º posto | Finale 3º posto |  |
|  | 2A.        | Messico     | 0          |        |                  |                  |                 |                 |  |
|  |            |             |            |        |                  |                  |                 |                 |  |
|  |            |             |            |        |                  | Messico          | Messico         | 4               |  |
|  |            |             |            |        |                  | Messico          | Messico         | 4               |  |
|  |            |             |            |        |                  | Costa Rica       | Costa Rica      | 1               |  |

### Semifinali
Le vincitrici delle semifinali si sono qualificate direttamente al campionato mondiale di Stati Uniti 2003.
| Seattle 6 novembre 2002                                                  | Canada    | 2 – 0 | Messico | Safeco Field |
| \| \| \| \| \| Valderrama 10’ (aut.) Gómez 70’ (aut.) \| Marcatori \| \| |           |       |         |              |
|                                                                          |           |       |         |              |
| Valderrama 10’ (aut.) Gómez 70’ (aut.)                                   | Marcatori |       |         |              |

| Seattle 6 novembre 2002                                                                                    | Stati Uniti | 7 – 0 referto | Costa Rica | Safeco Field (10.079 spett.) |
| \| \| \| \| \| Parlow 30’, 49’, 52’ Hucles 65’ Lopez 79’ (aut.) MacMillan 87’ Lilly 90’ \| Marcatori \| \| |             |               |            |                              |
| |             |               |            |                              |
| Parlow 30’, 49’, 52’ Hucles 65’ Lopez 79’ (aut.) MacMillan 87’ Lilly 90’                                   | Marcatori   |               |            |                              |

### Finale terzo posto
La vincitrice della finale terzo posto è stata ammessa allo spareggio CONCACAF-AFC.
| Pasadena 9 novembre 2002                                                            | Messico   | 4 – 1    | Costa Rica | Rose Bowl |
| \| \| \| \| \| González 13’ Mora 37’ Domínguez 66’, 82’ \| Marcatori \| 26’ Cruz \| |           |          |            |           |
|                                                                                     |           |          |            |           |
| González 13’ Mora 37’ Domínguez 66’, 82’                                            | Marcatori | 26’ Cruz |            |           |

### Finale
| Pasadena 9 novembre 2002                                                  | Stati Uniti | 2 – 1 (d.t.s.) referto | Canada | Rose Bowl |
| \| \| \| \| \| Milbrett 27’ Hamm 94’ (gg) \| Marcatori \| 45+1’ Hooper \| |             |                        |        |           |
|                                                                           |             |                        |        |           |
| Milbrett 27’ Hamm 94’ (gg)                                                | Marcatori   | 45+1’ Hooper           |        |           |

## Statistiche

### Classifica marcatrici
7 reti
- Charmaine Hooper
- Christine Sinclair
- Tiffeny Milbrett

5 reti
- Cindy Parlow

4 reti
- Kara Lang
- Megan Chavez
- Shannon MacMillan

3 reti
- Shirley Cruz
- Maribel Domínguez
- Mónica González (1 rig.)
- Amarelis De Mera

2 reti
- Silvana Burtini
- Marie-Denise Gilles
- Monica Gerardo

1 rete
- Candace Chapman
- Randee Hermus
- Amy Walsh
- Xiomara Briceño
- Brandi Chastain
- Mia Hamm
- Angela Hucles
- Kristine Lilly
- Tiffany Roberts
- Aly Wagner
- Abby Wambach
- Kencia Marseille
- Geneva Sinclair
- Fátima Leyva
- Iris Mora
- Marlene Sandoval
- Maritzenia Bedoya
- Diana Valderrama
- Maylee Atthin-Johnson
- Tasha St. Louis

autoreti
- Cinthia Lopez (pro Stati Uniti)
- Judith Fénélon (pro Canada)
- Elizabeth Gómez (pro Canada)
- Dioselina Valderrama (pro Canada)